# Steele (Missouri)
Pour les articles homonymes, voir Steele.
Steele est une ville du comté de Pemiscot, dans le Missouri, aux États-Unis,. Située au sud du comté, elle est incorporée en 1901.

## Démographie
Lors du recensement de 2010, la ville comptait une population de 2 172 habitants. Elle est estimée, en 2016, à 2 051 habitants.

### Source de la traduction
- (en) Cet article est partiellement ou en totalité issu de l’article de Wikipédia en anglais intitulé « Steele, Missouri » (voir la liste des auteurs).